# يوميات المستقبل
ميراي نيكي (باليابانية: 未来日記، بالروماجي: Mirai Nikki) هي سلسلة مانغا يابانية من تأليف ساكاي إيسونو، صدرت في 26 يناير عام 2006 حتى 25 ديسمبر عام 2010 في مجلة شونن إيس، وتكونت من 12 مجلدًا. أنتجت إلى أنمي تلفزيوني من قبل استوديو أسرياد، عرض الأنمي في 10 أكتوبر عام 2011 حتى 16 أبريل عام 2012، وتكون من 26 حلقة + 1 أوفا.

## القصة
تدور أحداث القصة عن يوكيتيريو أمانو هو فتى في الرابعة عشر من عمره، لديه صعوبة في تكوين الصداقات، وقد أعطى مفكرة جديدة تمكنه من معرفة المستقبل، بعد ذلك يجبر يكيتيريو على المشاركة في لعبة البقاء على قيد الحياة ومطاردته الفتاة يونو التي تسعى لحمايته ليبقو على قيد الحياة حتى نهاية اللعبة .

## الشخصيات

### حاملي المذكرات
يوكيتيريو أمانو (الأول) (باليابانية: 天野 雪輝، بالروماجي: Amano Yukiteru)
مؤدية الصوت: ميسوزو توغاشي
يونو غاساي (الثاني) (باليابانية: 我妻 由乃، بالروماجي: Gasai Yuno)
مؤدية الصوت: توموسا موراتا
تاكاو هياما (الثالث) (باليابانية: 火山 高夫، بالروماجي: Hiyama Takao)
مؤدي الصوت: جين دومون
كيغو كوروسو (الرابع) (باليابانية: 来須 圭悟، بالروماجي: Kurusu Keigo)
مؤدي الصوت: ماساهيكو تاناكا
ريسوكي هوجو (الخامس) (باليابانية: 豊穣 礼佑، بالروماجي: Hōjō Reisuke)
مؤدية الصوت: أسامي سانادا
تسوباكي كاسوغانو (السادس) (باليابانية: 春日野 椿، بالروماجي: Kasugano Tsubaki)
مؤدية الصوت: إيري سينداي
ماروكو إيكوسابا (السابع) (باليابانية: 戦場 マルコ، بالروماجي: Ikusaba Maruko)
مؤدي الصوت: توموكازو سيكي
آي ميكامي (السابع) (باليابانية: 美神 愛، بالروماجي: Mikami Ai)
مؤدية الصوت: ناتسكو كواتاني
كامادو أويشيتا (الثامن) (باليابانية: 上下 かまど، بالروماجي: Ueshita Kamado)
مؤدية الصوت: هيرومي كونو
مينيني أوريو (التاسع) (باليابانية: 雨流 みねね، بالروماجي: Uryū Minene)
مؤدية الصوت: ماي أيزاوا
كاريودو تسوكيشيما (العاشر) (باليابانية: 月島 狩人، بالروماجي: Tsukishima Karyūdo)
مؤدي الصوت: هيروكازو هيراماتسو
جون باكوسو (الحادي عشر) (باليابانية: ジョン バックス، بالروماجي: Jon Bakkusu)
مؤدي الصوت: تاكايا هاشي
توموتسو هيراساكا (الثاني عشر) (باليابانية: 平坂 黄泉، بالروماجي: Hirasaka Yomotsu)
مؤدي الصوت: يوشيهيسا كاواهارا

### شخصيات أخرى
ديوس إكس ماكينا (باليابانية: デウス エクス マキナ، بالروماجي: Deusu Ekusu Makina)
مؤدي الصوت: نوريو واكاموتو
مورومورو (باليابانية: ムルムル، بالروماجي: Murumuru)
مؤدية الصوت: مانامي هوندا
آرو أكيسي (باليابانية: 秋瀬 或، بالروماجي: Akise Aru)
مؤدي الصوت: أكيرا إيشيدا
ماسومي نيشيجيما (باليابانية: 西島 真澄، بالروماجي: Nishijima Masumi)
مؤدي الصوت: ماكوتو إيشي
أوجي كوساكا (باليابانية: 高坂 王子، بالروماجي: Kōsaka Ōji)
مؤدي الصوت: مينورو شيرايشي
هيناتا هينو (باليابانية: 日野 日向، بالروماجي: Hino Hinata)
مؤدية الصوت: يوكي ماتسوكا
ماو نونوساكا (باليابانية: 野々坂 まお، بالروماجي: Nonosaka Mao)
مؤدية الصوت: يوكانا
ريا أمانو (باليابانية: 天野 礼亜، بالروماجي: Amano Rea)
مؤدية الصوت: كاورو ميزوهارا
كورو أمانو (باليابانية: 天野 九郎، بالروماجي: Amano Kurō)
مؤدي الصوت: تاكيهيتو كوياسو
سايكا غاساي (باليابانية: 我妻 西果، بالروماجي: Gasai Saika)
مؤدية الصوت: كيكوكو إينوي
أوشيو غاساي (باليابانية: 我妻潮، بالروماجي: Gasai Ushio)
مؤدي الصوت: إيجي مياشيتا
أورين مياشيرو (باليابانية: 宮代 お鈴، بالروماجي: Miyashiro Orin)
مؤدية الصوت: إتسكو كوزاكورا
تارو نانبا/تا-كون (باليابانية: 難波 太郎 "たー君"، بالروماجي: Nanba Tarō "Tā-kun")
مؤدية الصوت: ناومي شيندو
فوناتسو (باليابانية: 船津، بالروماجي: Funatsu)
مؤدي الصوت: إيجي ماروياما
ريوجي كوروساكي (باليابانية: 黒崎 竜司، بالروماجي: Kurosaki Ryuuji)
مؤدي الصوت: تيتسو إينادا

## وصلات خارجية
- الموقع الرسمي (باليابانية)
- Future Diary: Another:World عند تلفزيون فوجي

يوميات المستقبل على موقع ميوزك برينز (الإنجليزية)
- يوميات المستقبل على موقع ANN manga (الإنجليزية)